# Nậm Tha
Nậm Tha là một xã thuộc huyện Văn Bàn, tỉnh Lào Cai, Việt Nam.
Xã Nậm Tha có diện tích 137 km², dân số năm 1999 là 1.861 người, mật độ dân số đạt 14 người/km².